# Las Lomas del Pedregal
Las Lomas del Pedregal är en ort i Mexiko.   Den ligger i kommunen San Ignacio och delstaten Sinaloa, i den centrala delen av landet, 900 km nordväst om huvudstaden Mexico City. Las Lomas del Pedregal ligger 55 meter över havet och antalet invånare är 281.
Terrängen runt Las Lomas del Pedregal är platt västerut, men österut är den kuperad. Runt Las Lomas del Pedregal är det mycket glesbefolkat, med 4 invånare per kvadratkilometer. Närmaste större samhälle är Elota, 17,4 km norr om Las Lomas del Pedregal. I omgivningarna runt Las Lomas del Pedregal växer i huvudsak lövfällande lövskog.